# Köttensdorf
Köttensdorf ist ein Gemeindeteil der Stadt Scheßlitz im oberfränkischen Landkreis Bamberg in Bayern.

## Geografie
Nachbarorte sind im Norden Scheßlitz, im Osten Peulendorf, im Süden Kremmeldorf sowie Schmerldorf (beide Gemeinde Memmelsdorf) und im Westen Straßgiech. Etwa zwei Kilometer östlich von Köttensdorf steht die Giechburg. 

## Gemeindezugehörigkeit
Köttensdorf war ein Gemeindeteil der Gemeinde Peulendorf und wurde mit dieser im Zuge der Gebietsreform in Bayern am 1. Mai 1978 in die Stadt Scheßlitz eingegliedert.

## Baudenkmäler
Zwei Objekte des Dorfes stehen unter Denkmalschutz: der Wohnstallbau Köttensdorf 5 und ein Bildstock im Bereich „Marteräcker“.

## Bildergalerie

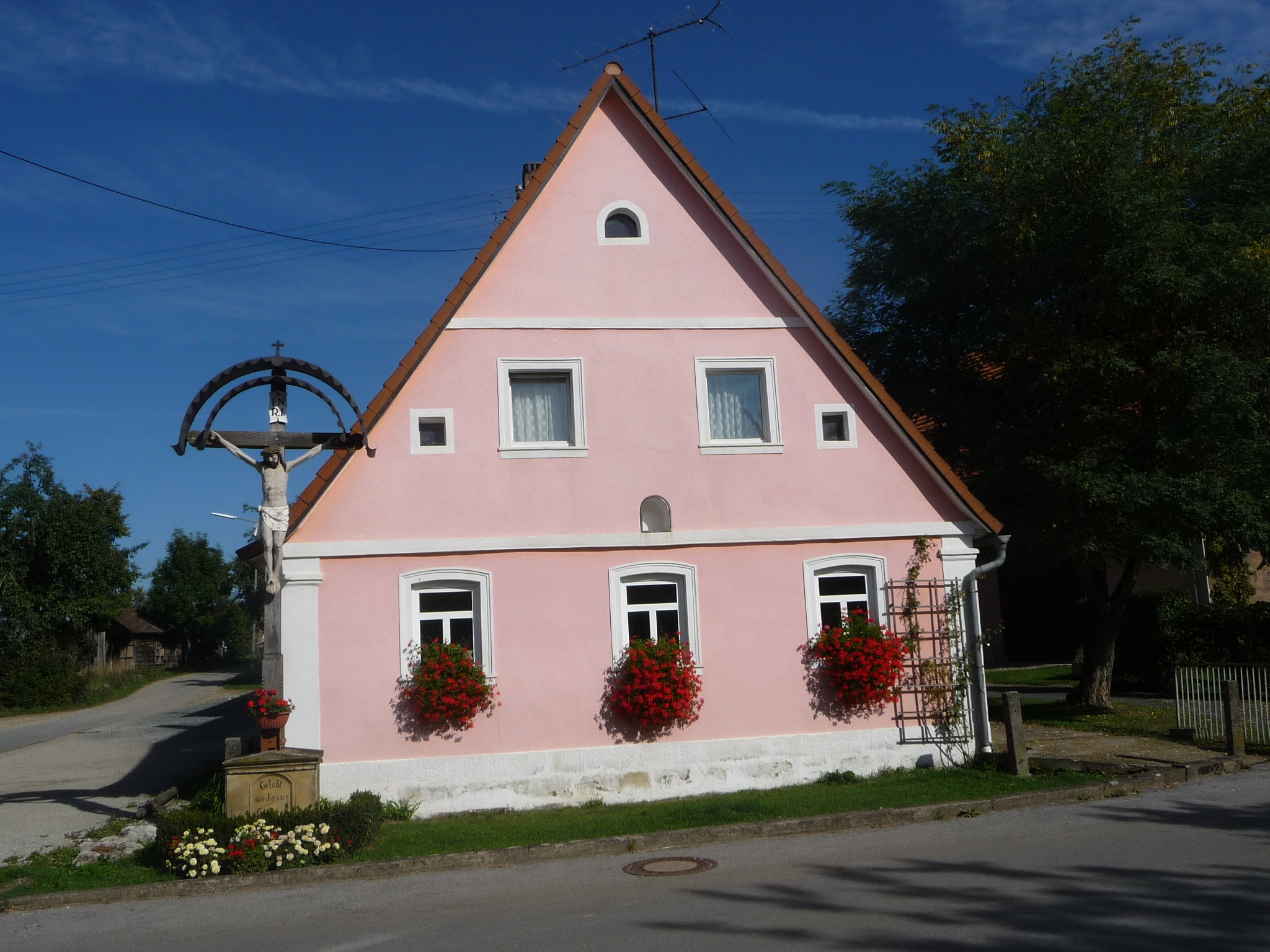
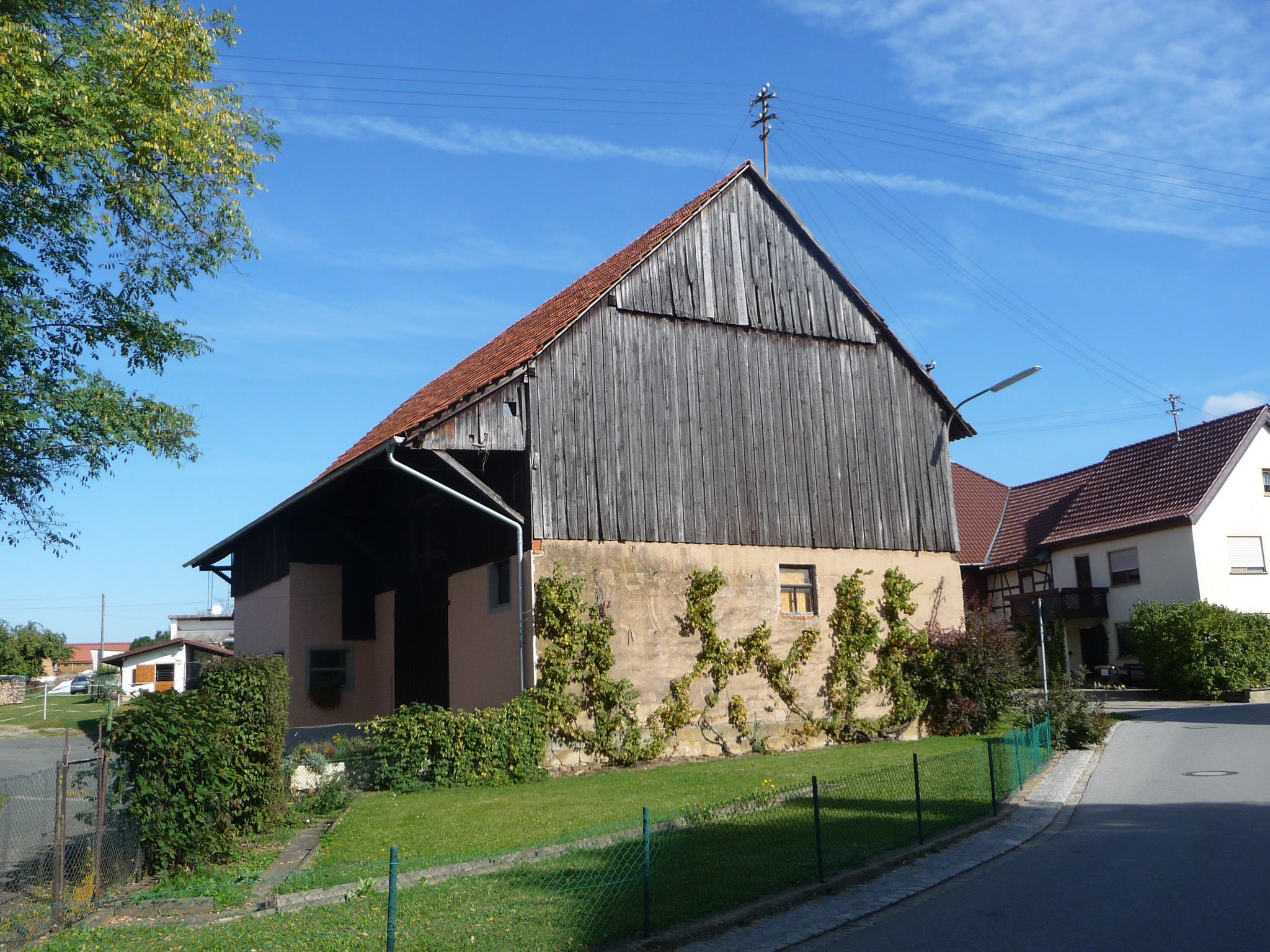
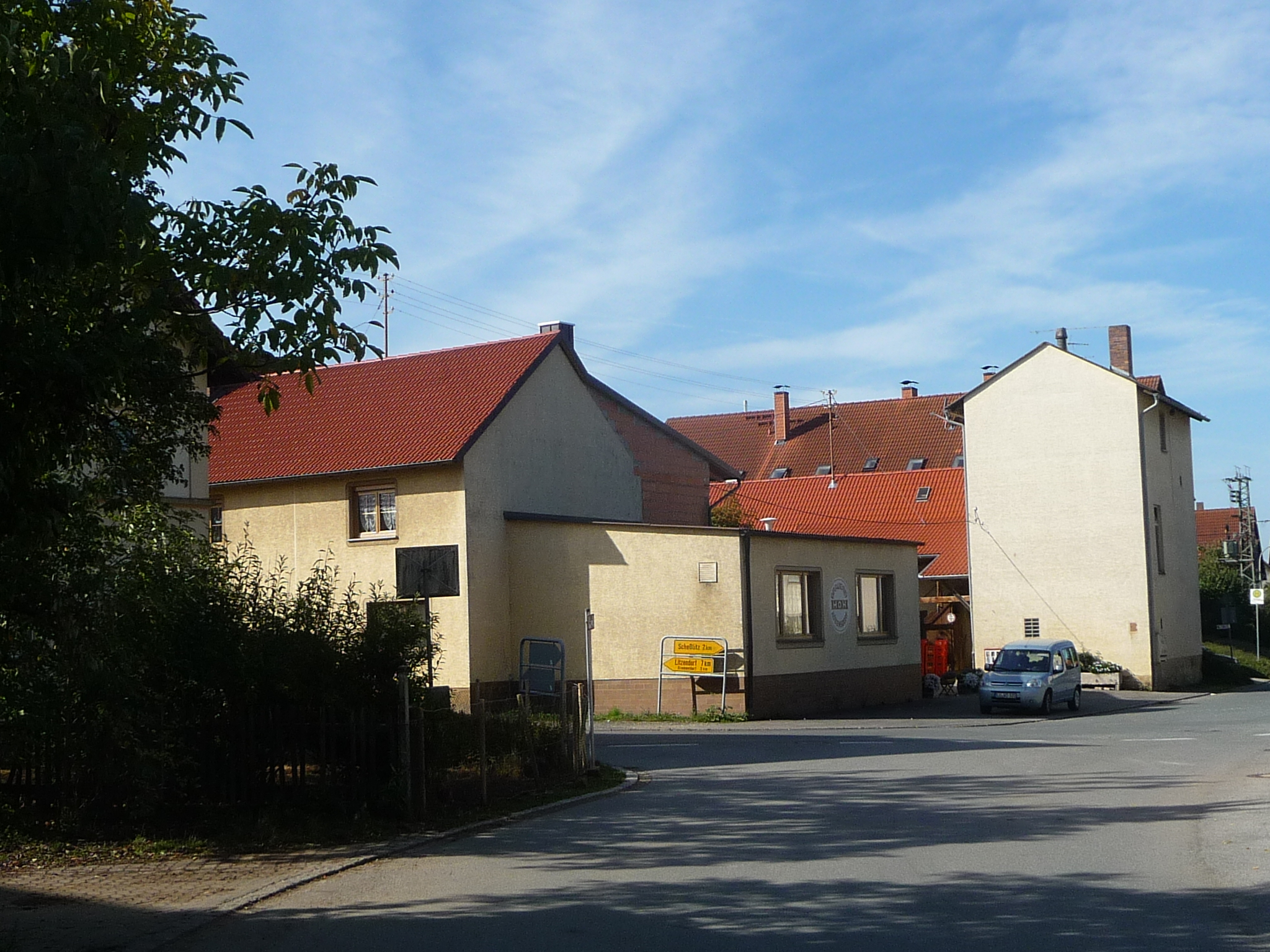